# Temporada 1943 de la NFL
La Temporada 1943 de la NFL fue la 24.ª en la historia de la NFL. A medida que más jugadores se
enlistaron al ejército para servir en la Segunda Guerra Mundial, tres equipos se vieron afectados sus listas. A los Cleveland Rams se
les concedió permiso para suspender las operaciones para esta temporada. Los Philadelphia Eagles y los Pittsburgh Steelers
se fusionaron por esta temporada. El equipo combinado, conocido como Phil-Pitt (y llamado el "Steagles" por los aficionados), jugó cuatro
partidos en casa de Philadelphia y dos en Pittsburgh.
La temporada finalizó el cuando los Chicago Bears vencieron a Washington Redskins 41-21 por el juego de campeonato de la NFL que se
jugó el día después de Navidad (la primera vez en la historia de la NFL que un partido de eliminatoria se jugó tan tarde en el año). Chicago
había terminado su temporada regular el 28 de noviembre al ganar la División Oeste con una marca de 8-1-1. Sin embargo, los Bears tuvieron que
esperar durante tres fines de semanas consecutivos, mientras que los equipos de la División Este definían al campeón. Washington y los New York
Giants terminaron la temporada regular jugando uno contra el otro en dos domingos consecutivos, 5 de diciembre y 12 (el juego del 12 de
diciembre siendo la regularización del juego pospuesto del 3 de octubre), con los Giants de ganaron los dos juegos para forzar una empate en
el primer lugar con una marca de 6-3-1. Los Redskins, sin embargo, ganaron el partido desempate para avanzar a jugar a la final.
A pesar de la guerra, la popularidad de la liga continuó creciendo. Atrajo un total acumulado de 1.072.462 aficionados, 7.000 menos que el
récord establecido el año anterior a pesar de que se jugaron 15 partidos menos. El golpe de asistencia se atribuyó al aumento de la
competitividad de las escuadras más débiles.

## Principales cambios en las reglas
- La regla de sustitución libre se adoptó. La norma fue promulgada en respuesta a las listas agotadas durante el período de la Segunda Guerra Mundial, pero cambió profundamente el juego. Anteriormente, un jugador podría entrar en el juego de una sola vez en cada uno de los tres primeros cuartos; en el cuarto cuarto, dos jugadores en cada equipo de cada uno podrían ser sustituidos dos veces. Debido a estas restricciones, los jugadores se alineaban "en ambos sentidos", jugando tanto en ataque como en defensa. Este cambio de reglas llevó finalmente a que los equipos tengan unidades ofensivas y defensivas separadas y distintos "especialistas" (placekickers, punters, returners, etc.). Una norma similar se adoprtó unos años antes en el Fútbol universitario.[2]
- El uso del casco se convierte en obligatorio para todos los jugadores.

## Carrera Divisional
La NFL hizo un calendario corto de diez partidos. En el Este, el equipo de Phil-Pitt ganó sus dos primeros juegos y lideró hasta la semana
cuatro, con 1-0-0 Washington de cerca, mientras que en el Oeste, los Bears y los Packers empataron 21-21 en su primer partido y estaban 2-0-1
después de cuatro semanas.
En Quinta semana, los líderes de la división se enfrentaron el 17 de octubre, con los Bears que derrotaron a los Steagles 48-21 y los Redskins
a los Packers 33-7, dejando a los dos ganadores en primer lugar.
Los Redskins (5-0-1) y Bears (7-0-1), siguieron siendo invictos hasta la Semana Once, y se enfrentaron en Washington el 21 de noviembre, con una
victoria de los Redskins ganar. Los Redskins tuvieron su primera derrota en la semana doce, cuando perdió a Phil-Pitt, 27-14, el 28 de noviembre
los Bears aseguraron la división Oeste el mismo día con una victoria por 35-24 sobre los Cardinals para terminar wn 8-1-1. En la Semana doce,
Phil-Pitt perdió su último partido frente a Green Bay 38-28, y quedó fuera de la contienda en 5-4-1. Mientras tanto, los Giants vencieron a
los Redskins, 14-10, en Nueva York. La semana siguiente, los Giants (5-3-1) volvieron a vencer a los Redskins (6-2-1) en Washington, 31-7,
creando un empate en la División Este. Por tercer fin de semana consecutivo, Nueva York y Washington se enfrentaron entre sí, esta vez en una
segunda fase, que los Redskins ganaron 28-0.

## Temporada regular
V = Victorias, D = Derrotas, E = Empates, CTE = Cociente de victorias, PF= Puntos a favor, PC = Puntos en contra
Nota: Los juegos empatados no fueron contabilizados de manera oficial en las posiciones hasta 1972
| Washington Redskins  | 6 | 3 | 1 | .667 | 229 | 137 |
| New York Giants      | 6 | 3 | 1 | .667 | 197 | 170 |
| Phil-Pitt "Steagles" | 5 | 4 | 1 | .556 | 225 | 230 |
| Brooklyn Dodgers     | 2 | 8 | 0 | .200 | 65  | 234 |

| Chicago Bears     | 8 | 1  | 1 | .889 | 303 | 157 |
| Green Bay Packers | 7 | 2  | 1 | .778 | 264 | 172 |
| Detroit Lions     | 3 | 6  | 1 | .333 | 178 | 218 |
| Chicago Cardinals | 0 | 10 | 0 | .000 | 95  | 238 |

## Juego de Campeonato
Juego de Desempate, División Este
- Washington Redskins 28, New York Giants 0, 19 de diciembre de 1943, Polo Grounds, New York, New York

Juego de Campeonato
- Chicago Bears 41, Washington Redskins 21, 26 de diciembre de 1943, Wrigley Field, Chicago, Illinois

## Líderes de la liga
| Estadísticas | Nombre       | Equipo        | Yardas |
| ------------ | ------------ | ------------- | ------ |
| Pasando      | Sid Luckman  | Chicago Bears | 2.194  |
| Corriendo    | Bill Paschal | New York      | 572    |
| Recibiendo   | Don Hutson   | Green Bay     | 776    |